# Placa IRMA

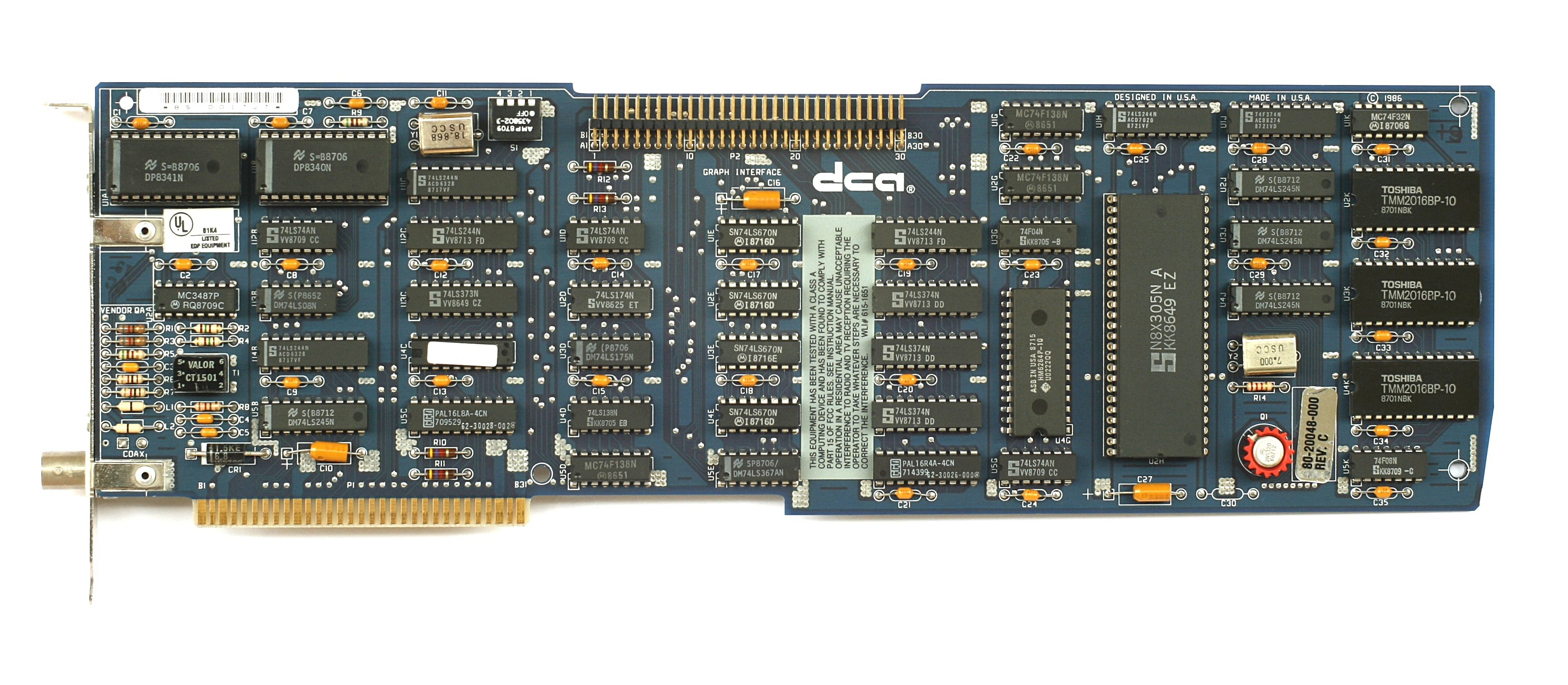
Placa DCA Irma para PCs (IRMA II ISA).

La placa Irma, originalmente escrita como placa IRMA, es una marca de placas de interface coaxial para computadoras PCs y Macintosh, usada para permitir a los programas emuladores 3270 conectarse a los mainframes de IBM.
Las placas IRMA fueron fabricadas a partir de 1982 por Digital Communications Associates, Inc. (DCA) de Alpharetta, Georgia, Estados Unidos, que en 1994 se fusionó con Attachmate Corporation de Bellevue, Washington.